# Drepanosticta emtrai
Drepanosticta emtrai là một loài chuồn chuồn kim trong họ chuồn chuồn bóng râm Platystictidae có nhiều đặc điểm gần giống với loài Drepanosticta hongkongensis (Wilson, 1996) được phát hiện năm 2015 và công bố khoa học năm 2018.

## Phát hiện và đặt tên
Drepanosticta emtrai được các nhà khoa học Hà Lan (Trung tâm đa dạng sinh học Naturalis, Leiden, Zuid-Holland) kết hợp với nhà côn trùng học Phan Quốc Toản ở Trường Đại học Duy Tân (Đà Nẵng). Các mẫu vật được thu thập tại huyện Hương Sơn thuộc tỉnh Hà Tĩnh, dãy núi Ba Vì (Hà Nội và Hòa Bình), Nghệ An và Borikhamxay của Lào.
Tên loài emtrai được đặt theo tiếng Việt"em trai"nhằm ngầm ý nói và so sánh nó với loài Drepanosticta hongkongensis là một họ hàng gần gũi của nó.

## Mô tả
Drepanosticta emtrai có cơ thể màu đen, thân mảnh, bụng dài